# イーガン (ミネソタ州)
イーガン（英: Eagan、[ˈiːɡɪn]）は、アメリカ合衆国ミネソタ州のダコタ郡にある都市。人口は6万8855人（2020年）。ミシシッピ川の支流、ミネソタ川の南岸に面している。州都セントポールの南にあり、ミネアポリス・セントポール都市圏に含まれる。
イーガン市は元々アイルランド系移民による農業社会であり、「アメリカ合衆国の玉ねぎ首都」とも呼ばれていたが、2000年の国勢調査ではミネソタ州第8位の都市に成長していた。イーガン市は、1980年にミネソタ州道77号線の線引きが修正されて拡張され、さらにミネソタ川に架かる6車線の橋（3車線は北行き、3車線は南行き）が新設された後に大きく成長した。市の北側境界は州間高速道路494号線に沿っている。南側境界はクリフ道路から約1.6キロメートル南にある。東側境界はミネソタ州道3号線に沿っている。西側境界はミネソタ川の南岸である。
ノースウェスト航空（現デルタ航空）やトムソン・ウェスト（現トムソン・ロイターズ）が市内に本社を置いた時から地域への影響力が上がった。今日、雑誌「マネー」に拠れば、アメリカ合衆国で住みやすい都市の第14位に挙げられている。

## 歴史
イーガンの名前は、町の監督者理事会初代議長を務めたパトリック・イーガンから採られた。イーガンは現在町役場がある場所の近く220エーカー (0.89 km2) を管理していた。イーガン（1811年生まれ）とその妻マーガレット・トゥヒー（1816年生まれ）はアイルランドのティパレアリーからニューヨーク州トロイに移民としてきており、1843年にそこで結婚した。1853年から1854年頃にメンドータに入り、その後イーガン地域に入植した。

## 地理
アメリカ合衆国国勢調査局に拠れば、市域全面積は33.43平方マイル (86.58 km2)であり、このうち陸地31.12平方マイル (80.60 km2)、水域は2.31平方マイル (5.98 km2)で水域率は6.91%である。
州間高速道路35号線東、同494号線、ミネソタ州道13号線、同55号線、同77号線、同149号線がイーガン市を通っている。
「イーガン・コア・グリーンウェイ」はイーガンの緑地を保全するために進行中の計画であり、特にパトリック・イーガン公園や、この公園とレバノンヒルズ地域公園を結ぶ長さ3キロメートルの歩行者自転車専用道が目玉である。

## 人口動態
以下は2010年国勢調査による人口統計データである。
| 基礎データ - 人口: 64,206 人 - 世帯数: 25,249 世帯 - 家族数: 16,884 家族 - 人口密度: 796.6人/km2（2,063.2人/mi2） - 住居数: 26,414 軒 - 住居密度: 327.7軒/km2（848.8軒/mi2） 人種別人口構成 - 白人: 81.5% - アフリカン・アメリカン: 5.6% - ネイティブ・アメリカン: 0.3% - アジア人: 7.9% - その他の人種: 1.7% - 混血: 3.0% - ヒスパニック・ラテン系: 4.5% | 年齢別人口構成 - 18歳未満: 25.5% - 18-24歳: 8.2% - 25-44歳: 28.1% - 45-64歳: 30.9% - 65歳以上: 7.6% - 年齢の中央値: 37歳 - 性比（女性100人あたり男性の人口） - 総人口: 96.5 世帯と家族（対世帯数） - 18歳未満の子供がいる: 35.3% - 結婚・同居している夫婦: 54.3% - 未婚・離婚・死別女性が世帯主: 9.0% - 非家族世帯: 33.1% - 単身世帯: 25.9% - 65歳以上の老人1人暮らし: 5.6% - 平均構成人数 - 世帯: 2.54人 - 家族: 3.10人 |

以下は2000年国勢調査による人口統計データである。
| 基礎データ - 人口: 63,557 人 - 世帯数: 23,773 世帯 - 家族数: 16,427 家族 - 人口密度: 759.3人/km2（1,967.6 人/mi2） - 住居数: 24,390 軒 - 住居密度: 291.5軒/km2（755.1 軒/mi2） 人種別人口構成 - 白人: 88.03% - アフリカン・アメリカン: 3.41% - ネイティブ・アメリカン: 0.26% - アジア人: 5.31% - 太平洋諸島系: 0.10% - その他の人種: 0.96% - 混血: 1.93% - ヒスパニック・ラテン系: 2.24% | 年齢別人口構成 - 18歳未満: 30.0% - 18-24歳: 7.4% - 25-44歳: 38.2% - 45-64歳: 20.2% - 65歳以上: 4.2% - 年齢の中央値: 33歳 - 性比（女性100人あたり男性の人口） - 総人口: 96.9 - 18歳以上: 93.7 世帯と家族（対世帯数） - 18歳未満の子供がいる: 41.2% - 結婚・同居している夫婦: 57.9% - 未婚・離婚・死別女性が世帯主: 8.4% - 非家族世帯: 30.9% - 単身世帯: 23.0% - 65歳以上の老人1人暮らし: 2.6% - 平均構成人数 - 世帯: 2.67人 - 家族: 3.23人 | 収入と家計 - 収入の中央値 - 世帯: 67,388米ドル - 家族: 54,903米ドル - 性別 - 男性: 52,029米ドル - 女性: 35,641米ドル - 人口1人あたり収入: 30,167米ドル - 貧困線以下 - 対人口: 2.9% - 対家族数: 1.9% - 18歳未満: 3.5% - 65歳以上: 4.8% |

## 政治
イーガン市政府はタイプB州法都市であり、5人の市政委員会があり、その内の1人が市長である。
概して市政府は非党派である。候補者は政党から選ばれたり公認されたりする必要がなく、州法によって党の公認状況は投票箱に表示されない。市長を含む5人の市政委員は全市を選挙区に選出される。2年毎に2人または3人が改選される。市長以外の選挙では有権者が2人までを選んで投票できる。必要ならば、予備選挙で候補者を絞り込むこともある。
イーガン市の北部と西部は、ダコタ郡の郡政委員を選ぶ第3選挙区にあり、同様に東部と南部はダコタ郡第4選挙区にある。郡政委員の任期は4年間である。
連邦議会下院ではミネソタ州第2選挙区に属している。
2012年に行われた選挙区再編により、ミネソタ州議会上院では2つの選挙区に入った。第51選挙区が大半であり、一部のみ第52選挙区である。
ミネソタ州議会下院では、上院の選挙区が2つに分かれる。従って第51選挙区は51Aと51Bであり、第52選挙区は第52Bにのみ入っている。
元州知事のティム・ポーレンティーは、以前はイーガン市を代表する下院議員であり、市政委員だった。元市長のパトリシア・アンダーソンも第17代州監査官を務めた。
近年、住民投票に掛けた2つの問題があった。2008年、以前にあったゴルフコースを民間の開発に委ねるか、市が買い上げて将来の開発用地に残すかが問われ、53%が民間開発に賛成した。2004年と2007年、市政府の形態として州法による現行形態を採るか、新しい自治憲章を採用するかが問われた。2004年の場合は80%、2007年の場合は91%の反対で自治憲章案が流れ、憲章委員会は2008年6月18日に解散された。
司法の区分ではミネソタ州第1司法地区に属している。

## 経済

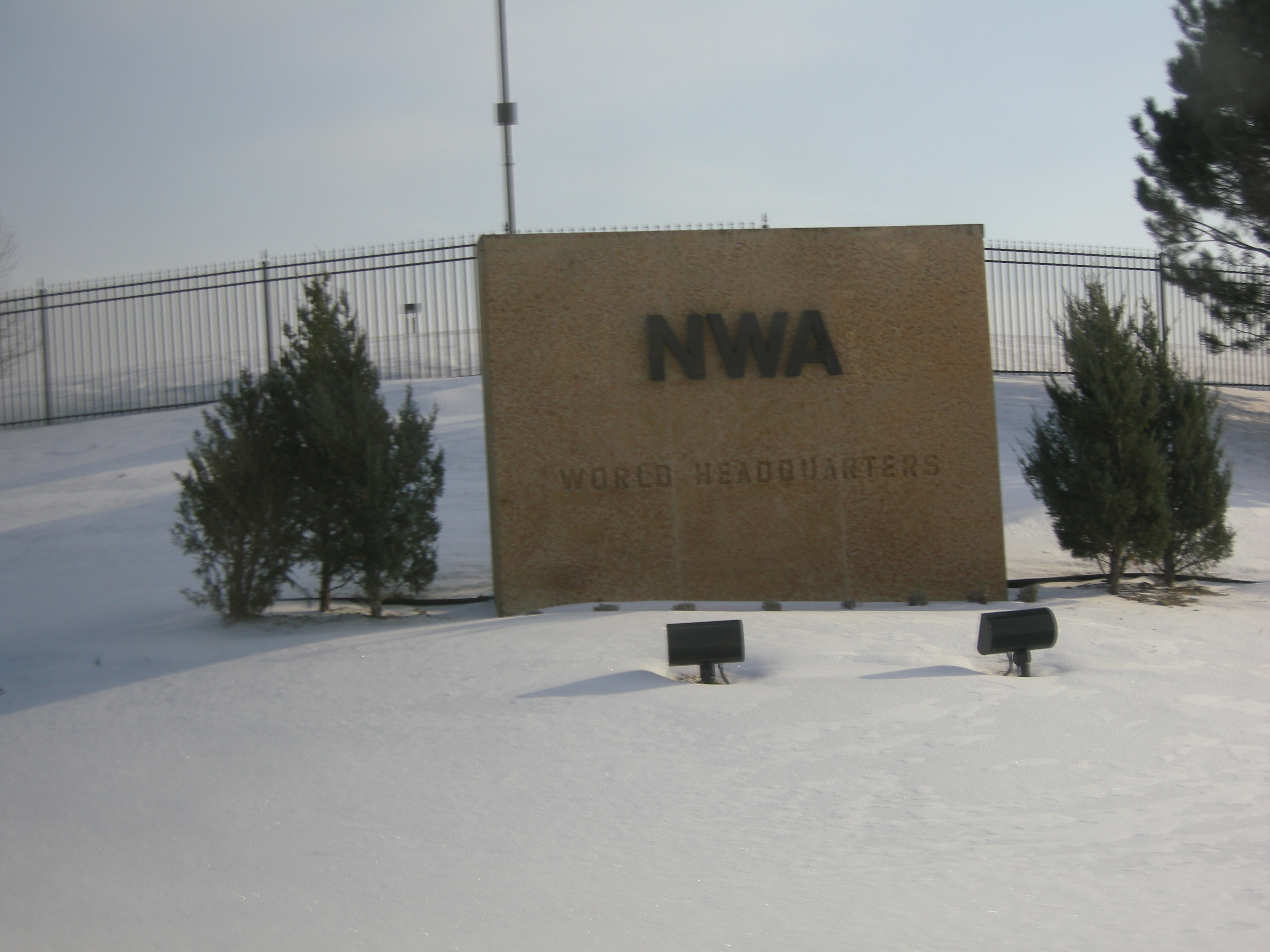
ノースウエスト航空本社

メサバ航空（2011年12月26日閉鎖）、リージョナル・エリート・エアライン・サービス、農業のユニバーサル・コーオペラティブ、レストランのビュフェッツ Inc.は全てイーガンに本社がある。
ノースウエスト航空はイーガンに本社を置いていた。ノースウエストがデルタ航空と合併した後、ノースウエスト本社は廃止された。ミネアポリス商工会議所会頭のトッド・クリンゲルは、フォーチュン500の会社であるノースウエストを失うことは「確かに打撃である」と語った。「しかし、それは以前から予測されていたことであり、それに乗り遅れてはならない。重要なことはミネソタにとっての損失を最小にすることだ」と付け加えた。ノースウエストはデルタと合併した時に1,830人を雇用していた。
イーガン市には法律関連の出版社ウェスト（トムソン・ロイターの傘下、雇用数7,350人）、ブルークロス・ブルーシールド・オブ・ミネソタ（雇用数3,900人）、コカ・コーラの中西部ボトリング施設（雇用数900人）のような企業がある。市内北部の人口が少ない部分は自動車専用道やミネアポリス・セントポール国際空港へのアクセスが便利であり、ミネソタ州では最大のユナイテッド・パーセル・サービスのハブ（雇用数1,400人）など多くの倉庫や物流センターがある。

## 主要雇用主
イーガンの2011年包括的財務報告書に拠れば、市内の主要雇用主は次の通りである。
| 順位 | 雇用主                                       | 従業員数 |
| ---- | -------------------------------------------- | -------- |
| 1    | トムソン・ロイター                           | 6,800    |
| 2    | ブルークロス・ブルーシールド・オブ・ミネソタ | 3,100    |
| 3    | アメリカ合衆国郵便公社                       | 2,000    |
| 4    | ユナイテッド・パーセル・サービス             | 1,498    |
| 5    | エコラブ                                     | 1,200    |
| 6    | コカ・コーラ・リフレッシュメンツ             | 850      |
| 7    | ウェルズ・ファーゴ・ホームモーゲージ         | 800      |
| 8    | ユニシス                                     | 700      |
| 9    | プライム・セラピューティックス               | 690      |
| 10   | アーゴシー大学                               |          |

## 教育

### 高等教育機関
- ラスムッセン・カレッジ
- アーゴシー大学

### 初等中等教育

#### 公共教育学区
イーガン市はバーンズビル・イーガン・サベージ独立教育学区第191、および独立教育学区第196、同第197の3つの学区が管轄している。しかし、ミネソタ州のオープン入学法により、家族の選択で別の教育学区にある公立学校への入学を選択できる。

##### 高校
- バーンズビル高校（第191学区）
- イーガン高校（第196学区）
- イーストビュー高校（第196学区）
- ヘンリー・シブリー高校第（197学区）
- 環境研究学校第（196学区）

この他中学校5校、小学校12校があり、一部はイーガン市域外にあるが、学区が中に入っている。

#### 私立学校
- フェイスフル・シェパード・カトリック学校
- トリニティ・ローン・オーク・ルーテル学校

### 公共図書館

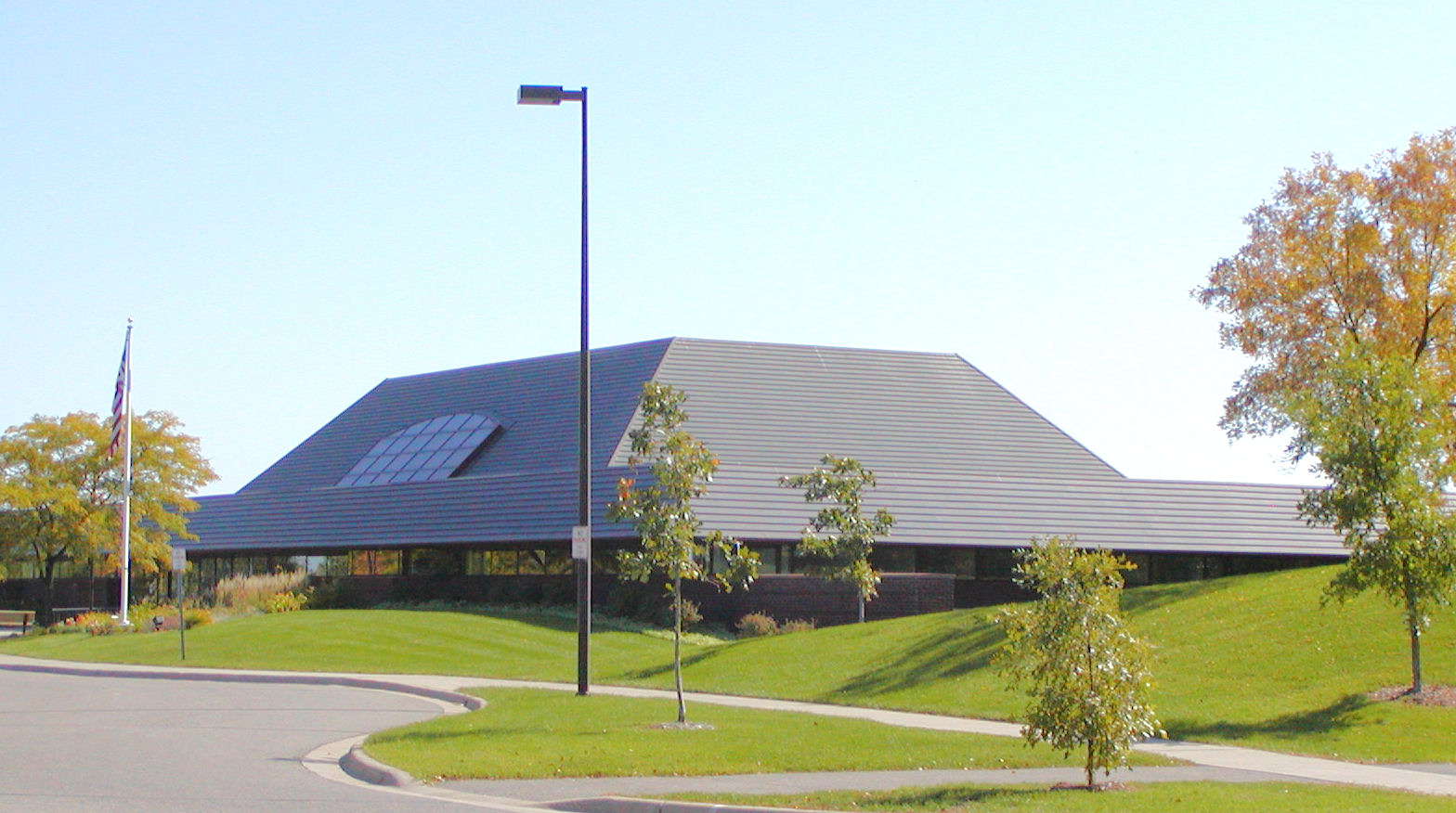
ウェスコット図書館

ダコタ郡図書館がイーガン市にあるウェスコット図書館を運営している。この図書館がダコタ郡図書館の本部である。

## ギャラリー

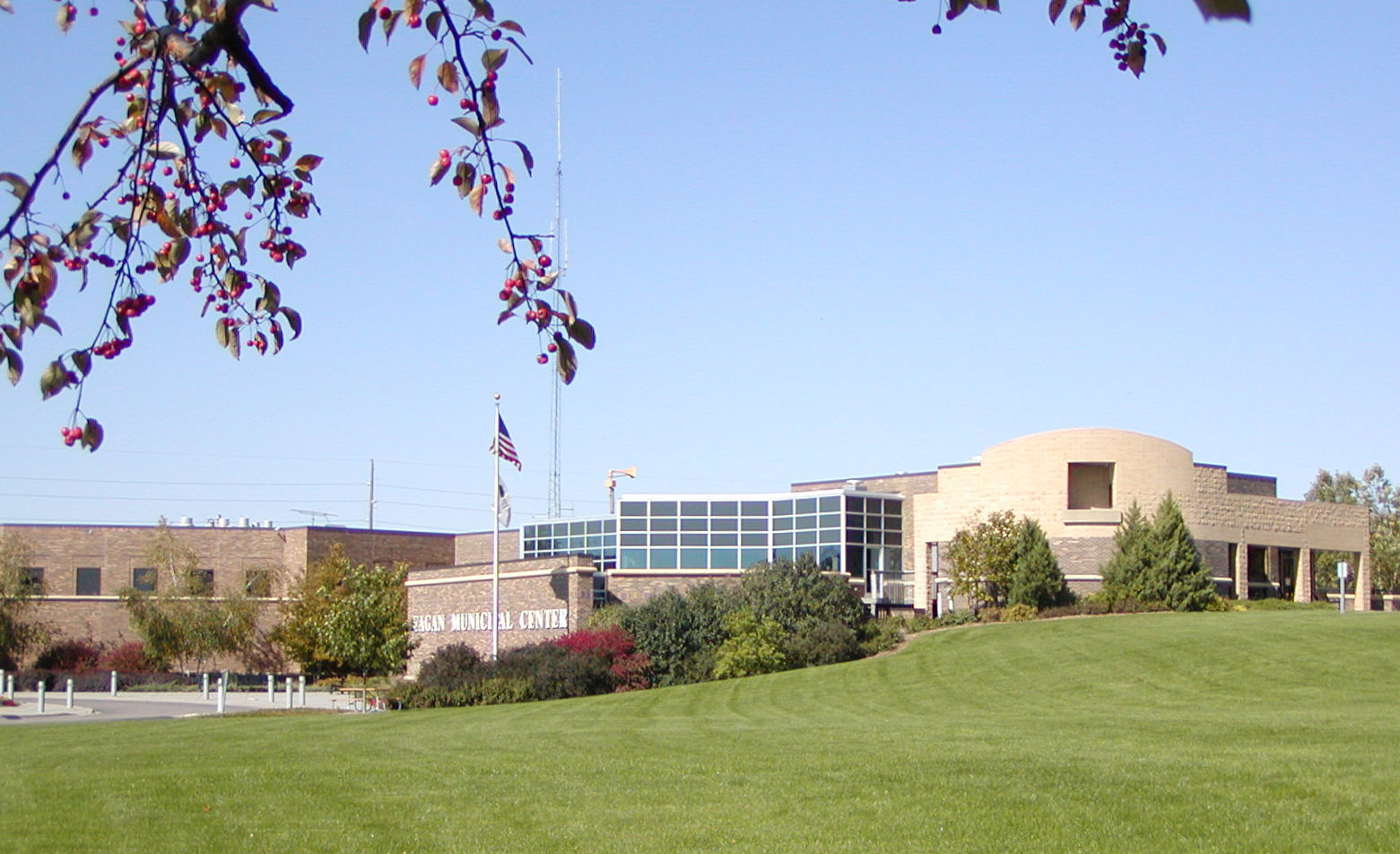
近代的な市役所
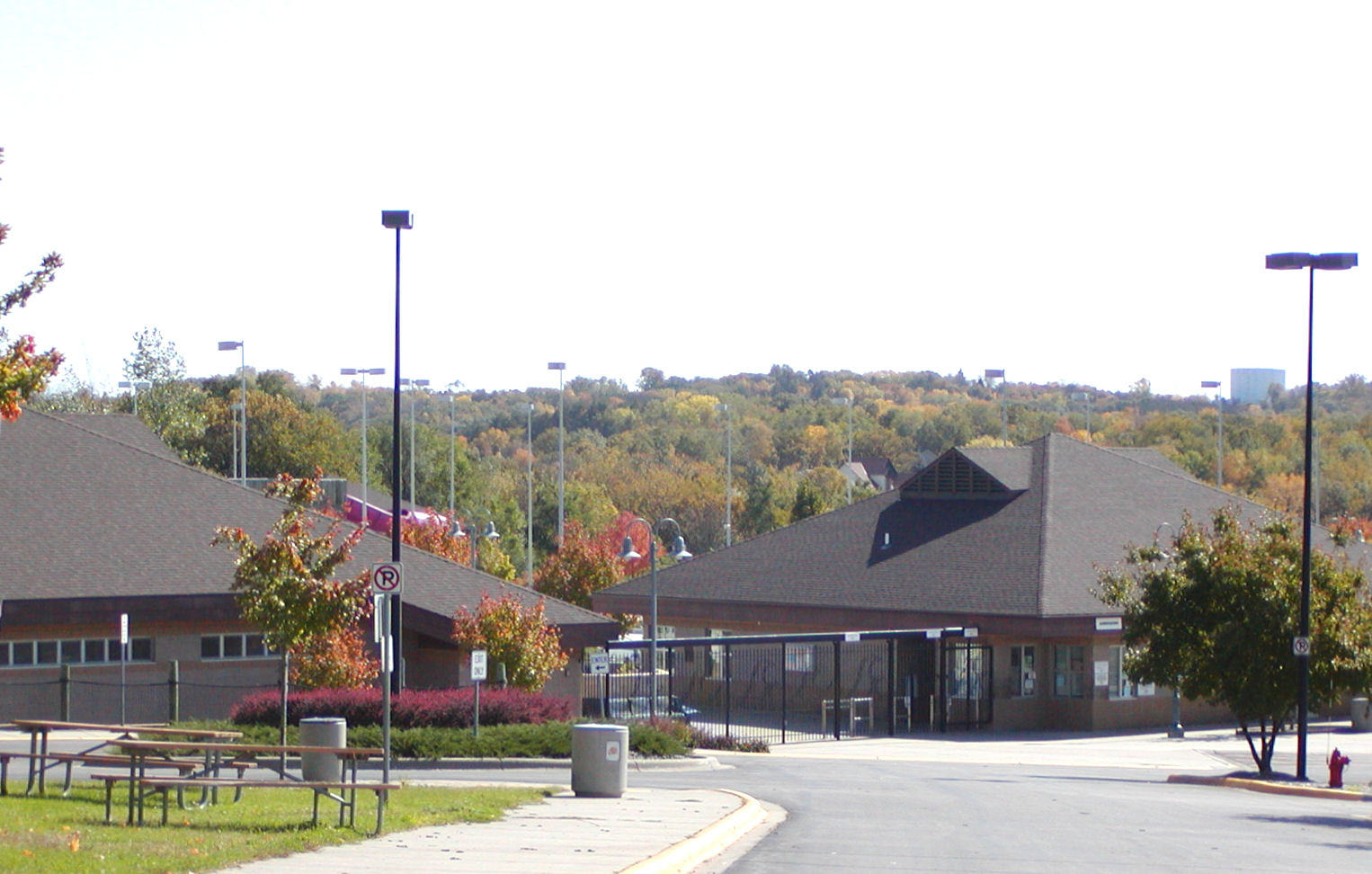
カスケードベイ
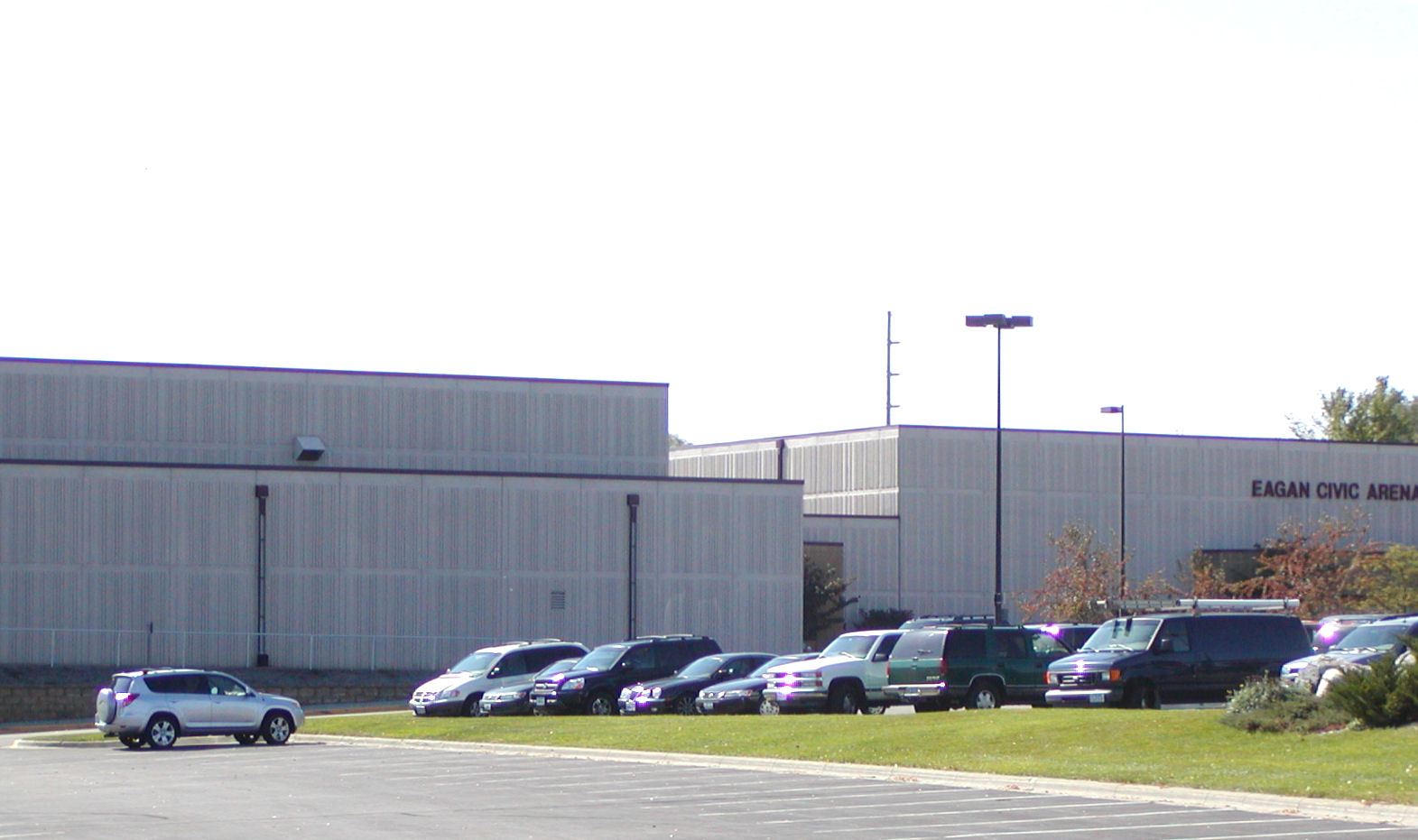
シビック・アリーナ